# 知多南部消防組合
知多南部消防組合（ちたなんぶしょうぼうくみあい）は、南知多町、美浜町の2町で構成する一部事務組合（消防組合）。

## 管内の概要
管内の人口 - 39,284人
- 南知多町 - 17,261人
- 美浜町 - 22,023人

2019年（平成31年）4月1日現在
管内の世帯数 - 16,062世帯
- 南知多町 - 7,261世帯
- 美浜町 - 8,801世帯

2019年（平成31年）4月1日現在
管内の面積 - 84.57 km2
- 南知多町 - 38.37 km2
- 美浜町 - 46.20 km2

2018年（平成30年）10月1日現在

## 組織
消防職員の数は2019年（平成31年）4月1日現在、87人である。
- 消防長
  - 総務課
  - 企画管理課
  - 予防課
  - 消防署
    - 消防第1課
    - 消防第2課
    - 消防第3課
    - 南知多分遣所
    - 美浜分遣所
    - 篠島分遣所
    - 日間賀島分遣所